# Akteur
Ein Akteur (französisch acteur ‚Handelnder‘) ist der Urheber einer Handlung.

## Umgangssprache
Im Alltagsgebrauch wird meist ein Schauspieler (auf der Bühne) als „Akteur“ bezeichnet. Die veraltete weibliche Form Aktrice wird manchmal auch zur Bezeichnung einer Darstellerin benutzt, deren Können in Frage gestellt wird. Im Sportjargon wird Akteur für einen Spieler oder Wettkämpfer verwendet.

## Wissenschaft und Politik

### Soziologie
In der Soziologie (und Politikwissenschaft) wird der Begriff „Akteur“ (anglisierend auch Aktor) vornehmlich für sozial Handelnde verwendet. Dabei kann zwischen individuellen Akteuren und so genannten überindividuellen Akteuren unterschieden werden.

#### Individuelle und überindividuelle Akteure
Als individuelle Akteure werden dabei einzelne Menschen aufgefasst; als überindividuelle Akteure Zusammenschlüsse von mehreren individuellen Akteuren (beispielsweise: Staaten, Konzerne, NGOs), wobei zuweilen noch zwischen „kollektiven“ und „korporativen Akteuren“ unterschieden wird (zu deren Unterscheidung siehe die jeweiligen Artikel).
Die Zurückführung aller sozialen Handlungen auf einzelne Menschen (Akteure) ist bereits 1887 bei dem soziologischen Klassiker Ferdinand Tönnies angelegt, dessen Willenstheorie den handelnden und „Gemeinschaft“ wollenden Menschen als „Selbst“, auf der anderen Seite den „Gesellschaft“ wollenden als „Person“ definiert (Gemeinschaft und Gesellschaft, 3. Buch, §§ 1, 2, 7). Heute unterscheiden sich akteurzentrierte Theorien der Soziologie von z. B. systemischen oder strukturalistischen Theorien anhand der Bedeutung, die dem Willen bzw. den Entscheidungen der jeweiligen Akteure für gesellschaftlichen Wandel beigemessen wird.
Bei den Vertretern eines streng aufgefassten mikrosoziologischen Begriffs des „Handelns“ stellen „überindividuelle“ Akteure dabei gedankliche Fiktionen dar, da bei ihnen das „Handeln“ eines überindividuellen Akteurs (etwa ein Börsengang einer Aktiengesellschaft) immer auf die Resultante der einzelnen Handlungen der individuellen Akteure innerhalb dieser Kapitalgesellschaft zurückgeführt werden kann. ‚Überindividuelle Akteure‘ sind somit nur zwecks einer besseren Beobachtbarkeit und Beschreibbarkeit und somit auch im Sinne einer Komplexitätsreduktion fingierbar (Stellt man sich einen Großkonzern vor, so wäre es empirisch kaum umsetzbar, die abertausend Handlungen der Mitarbeiter zu analysieren, die zu einer bestimmten rechtswirksamen Handlung des überindividuellen Akteurs geführt haben).
Sobald man hingegen mit makrosoziologischem Ansatz Kollektive unmittelbar mit Personeneigenschaften konzipiert, wie es z. B. die Rechtswissenschaft mit juristischen Personen tut, kann man ihnen auch eine nicht weiter auf Einzelne reduzierbare Fähigkeit zusprechen, ein „Akteur“ zu sein. Ein Beispiel dafür wäre eine soziale Klasse, die vermöge eines eigenen Klassenbewusstseins direkt handeln könnte.

#### Ausweitung auf Dinge
Der Techniksoziologe Bruno Latour versteht im Kontext einer Akteur-Netzwerk-Theorie (ANT) auch Dinge als handelnde Akteure, die zusammen mit menschlichen Akteuren in netzwerkartigen Handlungszusammenhängen agieren und so mit diesen zu Aktanten verschmelzen. Ein einfaches Beispiel dafür ist der Aktant „Mensch-Pistole“, der aus dem Zusammenwirken der beiden Einzelakteure Pistole und Mensch entsteht und nicht auf einen dieser beiden Akteure reduziert werden kann.

### Betriebswirtschaftslehre
Auch eine engere betriebswirtschaftliche Bedeutung von „Akteur“ existiert: Bei der Modellierung von Geschäftsprozessen verwendet man das Konzept eines Akteurs als Modellierungselement. Ein Akteur abstrahiert dabei von realen Benutzern eines Systems der Informationstechnik, indem er für eine Rolle steht, die von verschiedenen Benutzern im Rahmen eines Geschäftsprozesses eingenommen werden kann.

### Informationstechnik
Der Begriff des Akteur (englisch Actor) wird auch im Anforderungsmanagement bei der Modellierung von Anwendungsfällen verwendet (Unified Modeling Language).

### Entwicklungspolitik
In der Entwicklungszusammenarbeit werden Individuen oder Gruppen, die an der Konzeption und Durchführung von Entwicklungsprojekten beteiligt sind, „Akteure“ genannt. Eine Möglichkeit der Betrachtung dieser Zusammenhänge bietet die sogenannte Akteuranalyse.